# Govern de la Unió Nacional (1945)

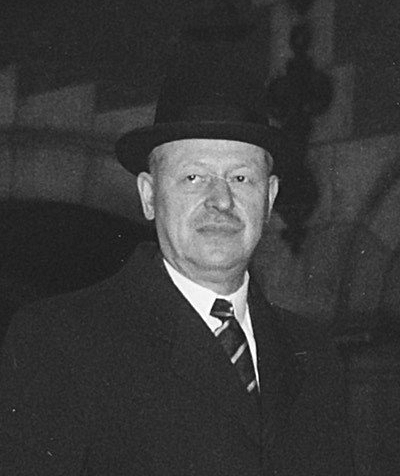
Pierre Dupong, nomenat primer Ministre de Luxemburg.

Govern de la Unió Nacional va ser una forma de govern nacional que es va instaurar al Gran Ducat de Luxemburg entre 1945 i el 13 de febrer de 1947, a les darreries directes de la Segona Guerra Mundial. Durant la guerra, Luxemburg va ser envaït, ocupat i annexionat per l'Alemanya nazi. Solament un dels partits de l'antic sistema polític luxemburguès era anterior a la guerra; la majoria dels partits establerts i aliances van desaparèixer, i alguns dels principals polítics fins i tot havien perdut la vida.

## Antecedents
Després de l'alliberació del Gran Ducat el 1944, un govern temporal que comprenia els partits de Partit Popular Social Cristià (CSV) i LSAP, conegut com el Govern d'Alliberament, va assumir el càrrec. Cap elecció s'havia celebrat i cap Cambra de Diputats estava en lloc seu, així que no hi havia necessitat que aquest govern cerqués una coalició legislativa de base àmplia.
Tanmateix, després del final de la guerra, Luxemburg va tornar a la política. Les eleccions legislatives es van celebrar el 21 d'octubre de 1945, i els quatre partits van obtenir més de 5 escons i un 10% dels vots cadascun: el CSV, el LSAP, el GD, i elKPL. Tanmateix, el CSV li va faltar poc per a la majoria absoluta, guanyant 25 escons d'un total de 51.

## Formació del govern
Atípicament, la Gran Duquessa Carlota va decidir intervenir en l'esfera política, i va demanar com a líder a Pierre Dupong del partit CSV -que havia estat primer ministre des de 1937- per formar una coalició més àmplia que Dupong havia organitzat darrere el seu Govern d'Alliberament. El 14 de novembre, Dupong va invitar els quatre partits a la Cambra de Diputats a unir-se en el seu Govern de la Unió Nacional. Dupong també va incloure l'únic candidat independent al gabinet.
El nou govern tenia molta de feina que fer, i sense oposició a la legislatura, va ser capaç d'instituir qualsevol pla, sempre les parts podrien acordar polítiques entre ells pròpiament. Els escrits departamentals van ser lliurats a membres del gabinet sobre la base de les preferències personals.
La composició del primer gabinet va ser: 
| Nom   | Nom                 | Partit      | Ministeri                                                                                 |
| ----- | ------------------- | ----------- | ----------------------------------------------------------------------------------------- |
|       | Pierre Dupong       | CSV         | Primer Ministre Ministre de Finances Ministre de Defensa                                  |
|       | Joseph Bech         | CSV         | Ministre d'Afers Exteriors Ministre de Viticultura                                        |
|       | Pierre Krier        | LSAP        | Ministre de Treball Ministre de Seguritat Social Ministre de Mines                        |
|       | Nicolas Margue      | CSV         | Ministre d'Educació Ministre de Religió Ministre d'Arts i Ciències Ministre d'Agricultura |
|       | Victor Bodson       | LSAP        | Ministre de Justícia Ministre de Transports Ministre d'Obres públiques                    |
|       | Guillaume Konsbruck | Independent | Ministre de Suministre Ministre d'Afers econòmics                                         |
|       | Eugène Schaus       | GD          | Ministre d'Interior i Danys de Guerra                                                     |
|       | Charles Marx        | KPL         | Ministre d'Assistència social Ministre de Salut Pública                                   |
| Font: |                     |             |                                                                                           |

## Govern del país
Amb cada membre virtualment lliure de decidir la política del seu propi departament, cadascun es va encarregar d'impulsar els seus projectes favorits. El CSV va impulsar l'annexió d'aquests territoris luxemburguesos que es van perdre davant de Prússia en les Guerres Napoleòniques. El LSAP va ordenar la nacionalització dels ferrocarrils. El KPL va tractar de crear un estat de benestar.
Aquest sistema de govern per dictat ministerial no va estar exempt d'inconvenients. El govern es va distanciar enfront de la població, que es va veure obligada a acceptar el mosaic de polítiques, encara que més del 40% dels luxemburguesos havien emès el seu vot per al CSV. Dupong havia estat venerat com el líder del govern luxemburguès a l'exili, però aquest govern va fomentar el ressentiment. El 2 d'agost de 1946, quatre oficials van ser arrestats per presumptivament conspirar per enderrocar al govern. Encara que van ser posats en llibertat sense càrrecs, això va ser un clar avís al govern.
D'altra banda, les diferències ideològiques estaven obligant als socis a la seva divisió. Dupong va acceptar com una excepció els plans del LSAP per als ferrocarrils, mentre que el KPL i el LSAP van intentar distanciar-se de l'irredemptisme del CSV.
Charles Marx va morir el 13 de juny de 1946 i va ser substituït pel també membre del Partit Comunista Dominique Urbany vuit dies més tard. A més a més, el 29 d'agost, el gabinet es va reorganitzar, amb l'independent Guillaume Konsbruck reemplaçat per Lambert Schaus, membre del CSV.
A partir d'aquesta data, el gabinet es va compondre de:
| Nom   | Nom              | Partit | Ministeri                                                                                 |
| ----- | ---------------- | ------ | ----------------------------------------------------------------------------------------- |
|       | Pierre Dupong    | CSV    | Primer Ministre Ministre de Finances Ministre de Defensa                                  |
|       | Joseph Bech      | CSV    | Ministre d0Afers Exterios Ministre de Viticultura                                         |
|       | Pierre Krier     | LSAP   | Ministre de Treball Ministre de Seguritat Social Ministre de Mines                        |
|       | Nicolas Margue   | CSV    | Ministre d'Educació Ministre de Religió Ministre d'Arts i Ciències Ministre d'Agricultura |
|       | Victor Bodson    | LSAP   | Ministre de Justícia Ministre de Transports Ministre d'Obres Públiques                    |
|       | Eugène Schaus    | GD     | Ministre d'Interior i Danys de Guerra                                                     |
|       | Lambert Schaus   | CSV    | Ministre de Suministre Ministre d'Afers econòmics                                         |
|       | Dominique Urbany | KPL    | Ministre d'Assistència social Ministre de Salut Pública                                   |
| Font: |                  |        |                                                                                           |

## Fi del govern
El 20 de gener de 1947, Pierre Krier, el líder de la LSAP, va morir. Incapaç de mantenir-se unida la coalició sense un dels seus dirigents principals, el govern va lliurar la seva renúncia el 13 de febrer de 1947. El seu reemplaçament va ser una altra coalició liderada per Dupong, però incloent només el CSV i GD. El LSAP hauria d'esperar fins al 1951 per tenir una altra oportunitat de governar.